# District Council of Lower Eyre Peninsula
District Council of Lower Eyre Peninsula is een Local Government Area (LGA) in de Australische deelstaat Zuid-Australië.